# Звана (река)
Звана — река в Вологодской и Тверской областях России, левый приток Рени (бассейн Волги). Длина реки составляет 92 км. Площадь водосборного бассейна — 811 км².

## Течение

Бассейн Рыбинского водохранилища и Белого озера

Звана начинается у деревни Круглыши Никольского сельского поселения Устюженского района Вологодской области. Течёт на восток, принимает притоки Денисовка, Бережок, Сенна (правые), Челонка (левый).
Поворачивает на северо-восток у границы с Весьегонским районом Тверской области, течёт вдоль границы, принимает правые притоки Любушка, Ундроса, Страшинский и Борковский ручьи. На правом берегу расположены деревни Любегощинского сельского поселения Весьегонского района: Красное, Звана, Страшино, на левом берегу — деревня Звана Николького сельского поселения Устюженского района. Две одноимённые деревни Звана расположены напротив друг друга, у устья Ундросы.
На территории Сошневского сельского поселения Звана совершает плавный поворот, пересекая автодорогу Р84 и после этого отклоняясь сначала к востоку, а потом к юго-востоку. Здесь в Звану впадают притоки Крутой ручей, Чёрная, Тресна (левые), Талец (правый), на левом берегу располагается деревня Кресты.
В окрестностях деревни Славынево река пересекает границу Ёгонского сельского поселения Весьегонского района, течёт по его территории вдоль автодороги. Основные притоки в нижнем течении — Живой и Юрашевский ручьи, Медведка, Оболотье (все правые). Звана впадает в Реню в полукилометре за руслом Оболотья, в окрестностях деревни Спас-Реня.

## Данные водного реестра
По данным государственного водного реестра России относится к Верхневолжскому бассейновому округу, водохозяйственный участок реки — Рыбинское водохранилище до Рыбинского гидроузла и впадающие в него реки, без рек Молога, Суда и Шексна от истока до Шекснинского гидроузла, речной подбассейн реки — Реки бассейна Рыбинского водохранилища. Речной бассейн реки — (Верхняя) Волга до Куйбышевского водохранилища (без бассейна Оки).
Код объекта в государственном водном реестре — 08010200412110000005115.

## Список рек бассейна Званы
Систематический перечень рек бассейна. Формирование перечня проходило по принципу: река — приток реки — приток притока и так далее. Порядок притоков отсчитывается от истока к устью. Включены все притоки, именованные на топокартах масштаба 1:100 000.
- ← Денисовка[3]
- ← Бережок[3]
- ← Сенна[4]
- → Челонка[3][4]
- ← Любушка[4]
- ← Ундроса[4]
  - → Гверсня[4]
  - ← Желтунский[4]
- ← Страшинский[4]
- ← Болотовский (в нижнем течении Борковский)[4][5]
- → Крутой[5]
- ← Ивановский[5]
- → Веенка[3][4][5]
  - ← Мелушка[4]
  - → Чёрная[5]
    - ← Холменка[5]
- → Тресна[5]
  - → Езинец[6]
- ← Талец[6]
- ← Живой[5]
- ← Юрашевский[5]
- ← Медведка[4][5][7]
  - → Чудиновский[4]
- ← Оболотье[4][5][7]